# Пакит (Мисисипи)
Пакит (енгл. Puckett) град је у америчкој савезној држави Мисисипи.

## Демографија
По попису из 2010. године број становника је 316, што је 38 (-10,7%) становника мање него 2000. године.
| Група             | 2000.       | 2010.       |
| Белци             | 341 (96,3%) | 311 (98,4%) |
| Афроамериканци    | 10 (2,8%)   | 1 (0,3%)    |
| Азијати           | 0 (0,0%)    | 1 (0,3%)    |
| Хиспаноамериканци | 0 (0,0%)    | 2 (0,6%)    |
| Укупно            | 354         | 316         |